# 사와모토 요리오

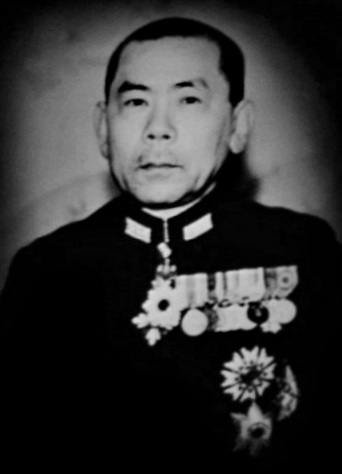
사와모토 요리오 제독

사와모토 요리오(沢本頼雄)는 일본의 해군 군인이다. 야마구치현 출신. 최종계급은 제독. 일본 해군병학교 36기생, 일본 해군대학교 17기생.
병학교 동기로는 나구모 주이치 제독, 시미즈 미쓰미 중장, 쓰카하라 니시조 제독, 아리스가와노미야 다네히토 왕 소위 등이 있다.